# Sotigena
Sotigena là một chi bướm đêm thuộc họ Erebidae.